# マット・ウィータース
マシュー・リチャード・ウィータース（Matthew Richard Wieters, 1986年5月21日 - ）は、アメリカ合衆国サウスカロライナ州チャールストン出身のプロ野球選手（捕手）。右投両打。現在は、フリーエージェント（FA）。
愛称はウィーティー。ジェイソン・バリテックがジョージア工科大学の先輩のため「バリテック2世」とも呼ばれる。

## 経歴

### プロ入りとオリオールズ時代
ジョージア工科大学在籍時に捕手と投手（クローザー）を兼任し、最速で96mph（154.5km/h）を計測。2007年のMLBドラフト1巡目（全体5位）でボルチモア・オリオールズから捕手として指名された。代理人にはスコット・ボラスが付き、ウィータースは契約金として1,100万ドルを要求。それに対し、オリオールズ側は500万ドルを提示。契約期限の8月15日午後11時59分（東部標準時）の9分前に契約金600万ドルで合意に達した。

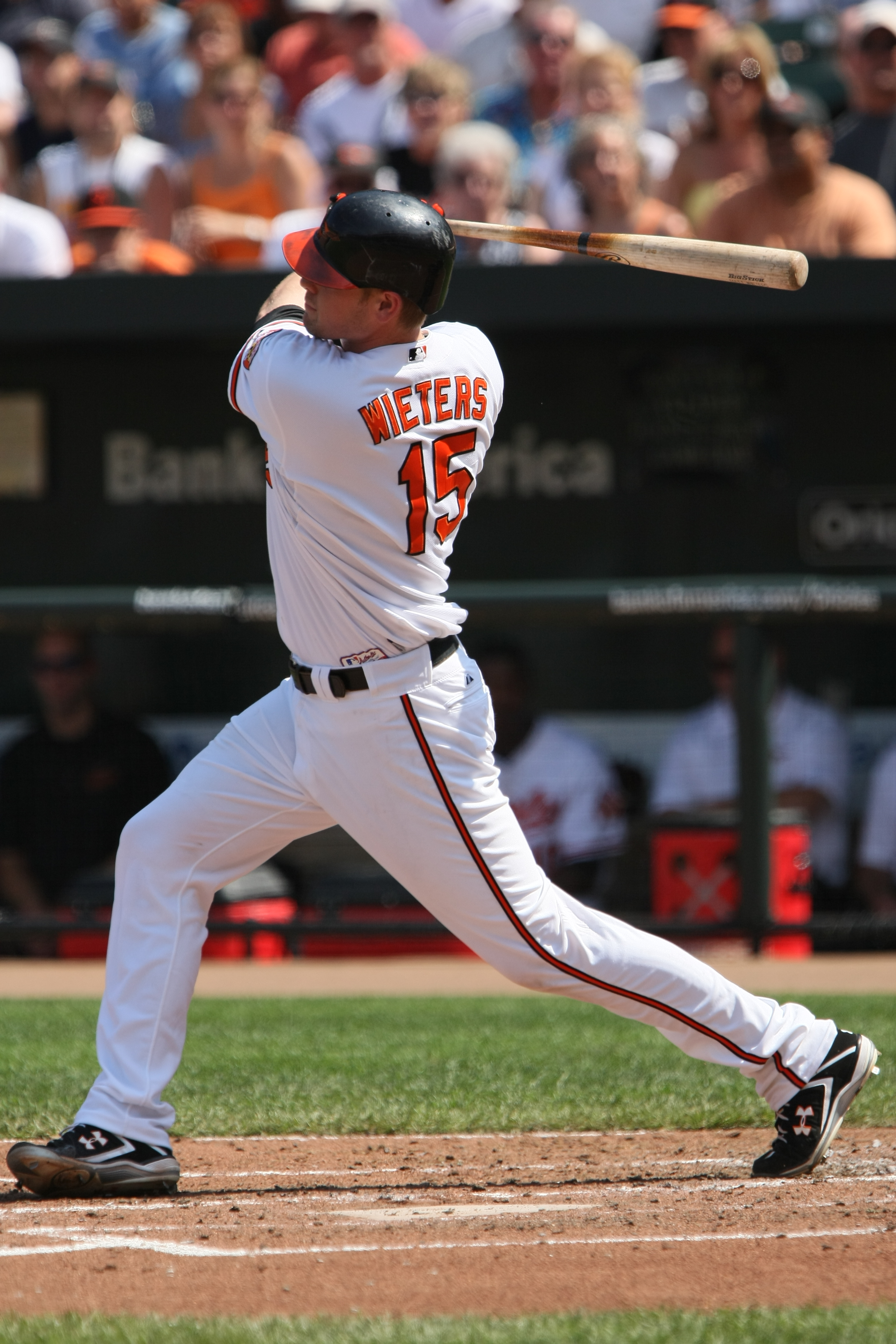
ボルチモア・オリオールズ時代
(2009年8月30日)

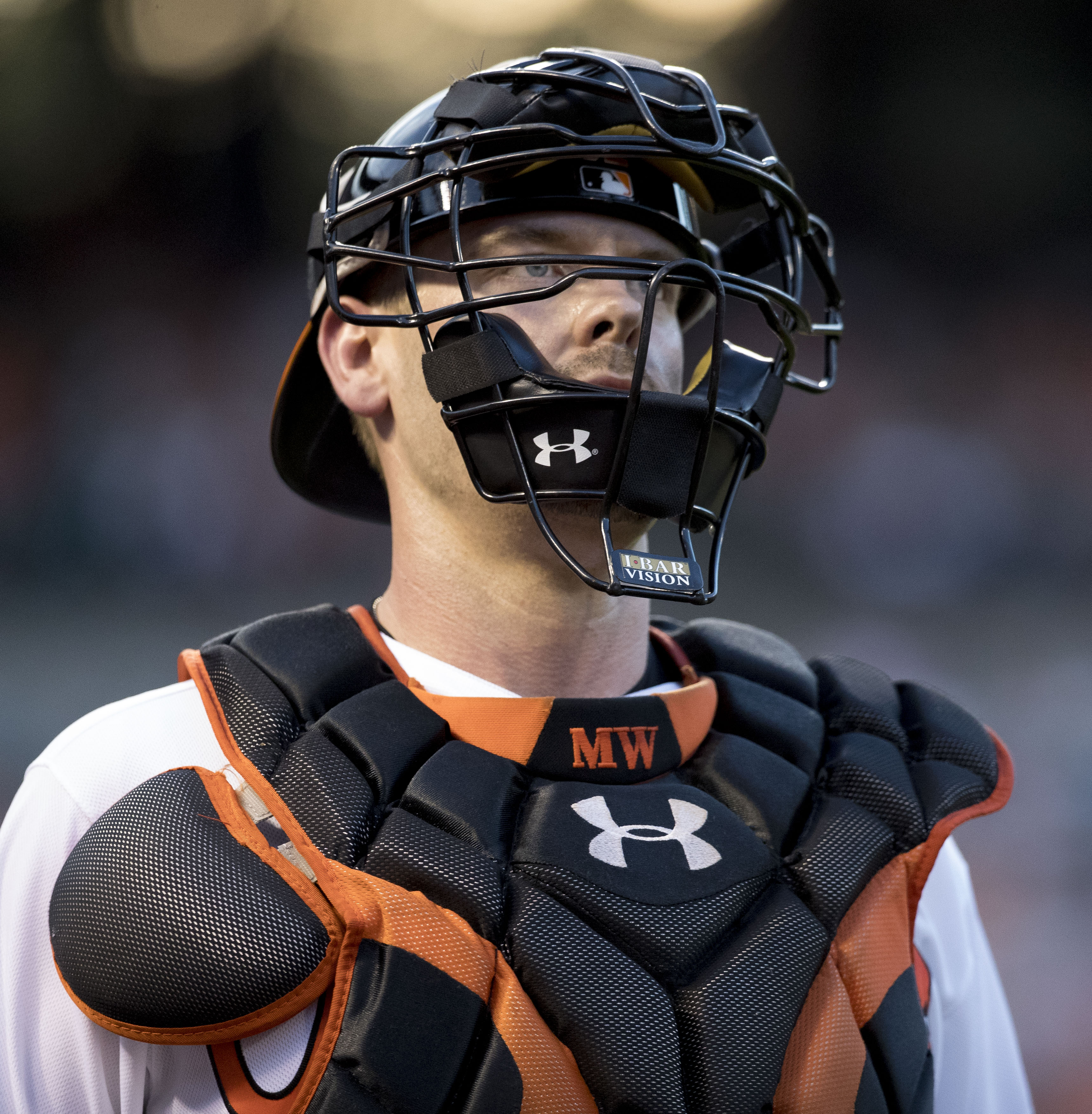
ボルチモア・オリオールズ時代
(2016年8月18日)

2008年1月に発表されたベースボール・アメリカ誌の有望株ランキングで、ウィータースはオリオールズ傘下での最高評価を受けた。同年、A+級フレデリック・キーズとAA級ボウイ・ベイソックスでプレー。130試合に出場して打率.355、27本塁打、91打点を記録した。ウィータースはベースボール・アメリカ・マイナーリーグ年間最優秀選手賞に選出され、2009年2月に発表されたベースボール・アメリカ誌の有望株ランキングではメジャー全体で最高評価を受けた。
2009年は開幕をAAA級ノーフォーク・タイズで迎えたが、球団は5月29日に同じ捕手のチャド・モーラーをAAA級ノーフォークへ降格させ、ウィータースをメジャーへ昇格させた。同日、「7番・捕手」として先発出場し、メジャーデビューを果たした。
2010年は、開幕前にスポーツ・イラストレイテッドの表紙を飾るなど、高い期待を掛けられていた。しかし、130試合の出場で打率.249、11本塁打、55打点という数字に終わった。一方、リード面では、監督がバック・ショーウォルターに交代してから投手コーチ、先発投手と細かなプランを立てて試合に臨むようになった事から、自信を深めたとされている。
2011年には、初めてオールスターに選ばれた。また、この年はゴールドグラブ賞を受賞した。
2012年4月16日のシカゴ・ホワイトソックス戦の10回にキャリアで初めて満塁本塁打を放った。また、この年もオールスターに選ばれ、ゴールドグラブ賞も受賞している。
2014年2月6日にオリオールズと770万ドルの1年契約に合意した。この年は開幕から好調を維持し、26試合に出場して打率.308、5本塁打、18打点、OPS0.839という好成績で、主砲格の活躍を見せた。しかし、試合中の送球で右肘の靭帯を損傷し、初期治療では保存療法を試みたが、結局トミー・ジョン手術を受け、5月10日の出場を最後に、残りの試合を全て欠場した。打撃好調だったため、オールスターのファン投票では初めて捕手部門の1位を獲得して選出されたが、辞退した。
2015年は前年の手術の影響で6月5日に復帰し、75試合に出場して8本塁打、25打点に留まったものの、打率・出塁率・長打率は例年とほぼ同じ水準であった。守備面では守備防御点 - 7だったが、盗塁阻止率は31%で、肘の手術の影響を感じさせなかった。オフの11月2日にFAとなった。11月13日、クオリファイング・オファーを受け入れ、オリオールズと年俸1580万ドルの1年契約を結んだ。
2016年は久々にほぼ年間通じてプレーし、3年ぶりの100以上となる124試合に出場。打率は更に低下して.243ながら、17本塁打を放って66打点を挙げるなど、打撃面で一定の復活を果たした。117試合でマスクを被った捕手守備は、エラーを量産してアメリカンリーグワーストの11失策だったものの、盗塁阻止率で35%を記録した。なお、同年はオールスターの一員にも選出された。オフの11月3日にFAとなった。

### ナショナルズ時代

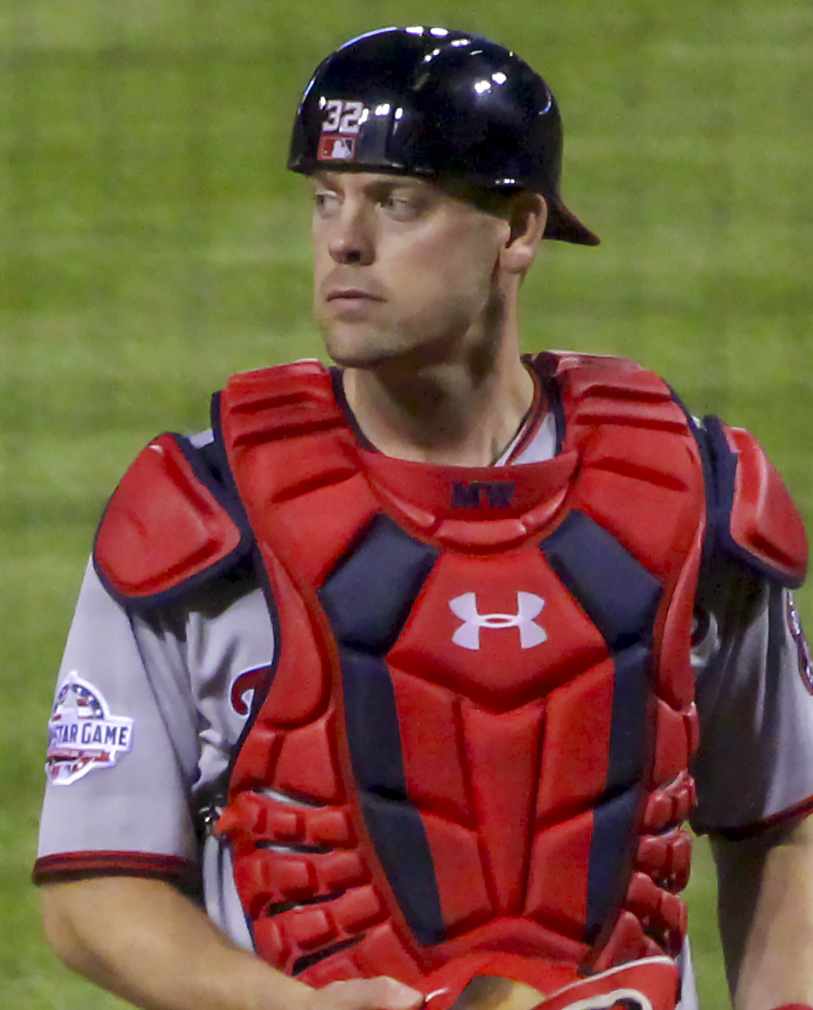
ワシントン・ナショナルズ時代
(2018年8月13日)

2017年2月24日にワシントン・ナショナルズと契約を結んだ。この年は123試合に出場して打率.225、10本塁打、52打点、1盗塁を記録した。
2018年は76試合に出場して打率.238、8本塁打、30打点を記録した。オフの10月29日にFAとなった。

### カージナルス時代
2019年2月27日にセントルイス・カージナルスとマイナー契約を結び、スプリングトレーニングに招待選手として参加することになった。3月22日にメジャー契約を結んで40人枠入りした。シーズンでは67試合に出場して打率.214、11本塁打、27打点を記録した。オフの10月31日にFAとなったが、2020年1月22日にカージナルスと単年200万ドルで再契約を結んだ。
2020年オフの10月28日にFAとなった。
2021年5月23日、東京オリンピックの野球アメリカ大陸予選のアメリカ合衆国代表メンバーに選出された。

## 詳細情報

### 年度別打撃成績
| 年 度     | 球 団     | 試 合 | 打 席 | 打 数 | 得 点 | 安 打 | 二 塁 打 | 三 塁 打 | 本 塁 打 | 塁 打 | 打 点 | 盗 塁 | 盗 塁 死 | 犠 打 | 犠 飛 | 四 球 | 敬 遠 | 死 球 | 三 振 | 併 殺 打 | 打 率 | 出 塁 率 | 長 打 率 | O P S |
| --------- | --------- | ----- | ----- | ----- | ----- | ----- | -------- | -------- | -------- | ----- | ----- | ----- | -------- | ----- | ----- | ----- | ----- | ----- | ----- | -------- | ----- | -------- | -------- | ----- |
| 2009      | BAL       | 96    | 385   | 354   | 35    | 102   | 15       | 1        | 9        | 146   | 43    | 0     | 0        | 0     | 2     | 28    | 2     | 1     | 86    | 11       | .288  | .340     | .412     | .753  |
| 2010      | BAL       | 130   | 502   | 446   | 37    | 111   | 22       | 1        | 11       | 168   | 55    | 0     | 1        | 0     | 7     | 47    | 7     | 2     | 94    | 13       | .249  | .319     | .377     | .695  |
| 2011      | BAL       | 139   | 551   | 500   | 72    | 131   | 28       | 0        | 22       | 225   | 68    | 1     | 0        | 0     | 1     | 48    | 3     | 2     | 84    | 16       | .262  | .328     | .450     | .778  |
| 2012      | BAL       | 144   | 593   | 526   | 67    | 131   | 27       | 1        | 23       | 229   | 83    | 3     | 0        | 0     | 3     | 60    | 4     | 4     | 112   | 17       | .249  | .329     | .435     | .764  |
| 2013      | BAL       | 148   | 579   | 523   | 59    | 123   | 29       | 0        | 22       | 218   | 79    | 2     | 0        | 1     | 12    | 43    | 5     | 0     | 104   | 7        | .235  | .287     | .417     | .704  |
| 2014      | BAL       | 26    | 112   | 104   | 13    | 32    | 5        | 0        | 5        | 52    | 18    | 0     | 1        | 0     | 2     | 6     | 0     | 0     | 19    | 1        | .308  | .339     | .500     | .839  |
| 2015      | BAL       | 75    | 282   | 258   | 24    | 69    | 14       | 1        | 8        | 109   | 25    | 0     | 0        | 0     | 3     | 21    | 0     | 0     | 67    | 4        | .267  | .319     | .422     | .742  |
| 2016      | BAL       | 124   | 464   | 423   | 48    | 103   | 17       | 1        | 17       | 173   | 66    | 1     | 0        | 1     | 3     | 32    | 1     | 5     | 85    | 10       | .243  | .302     | .409     | .711  |
| 2017      | WSH       | 123   | 465   | 422   | 43    | 95    | 20       | 0        | 10       | 145   | 52    | 1     | 0        | 0     | 4     | 38    | 4     | 1     | 94    | 14       | .225  | .288     | .344     | .632  |
| 2018      | WSH       | 76    | 271   | 235   | 24    | 56    | 8        | 0        | 8        | 88    | 30    | 0     | 1        | 1     | 2     | 30    | 3     | 3     | 45    | 5        | .238  | .330     | .374     | .704  |
| 2019      | STL       | 67    | 183   | 168   | 15    | 36    | 4        | 0        | 11       | 73    | 27    | 1     | 1        | 0     | 2     | 12    | 0     | 1     | 47    | 3        | .214  | .268     | .435     | .702  |
| 2020      | STL       | 19    | 41    | 35    | 3     | 7     | 1        | 0        | 0        | 8     | 4     | 0     | 0        | 1     | 0     | 3     | 0     | 2     | 10    | 1        | .200  | .300     | .229     | .529  |
| MLB：12年 | MLB：12年 | 1167  | 4428  | 3994  | 440   | 996   | 190      | 5        | 146      | 1634  | 550   | 9     | 4        | 4     | 41    | 368   | 29    | 21    | 847   | 102      | .249  | .313     | .409     | .722  |

- 2020年度シーズン終了時
- 2020年度は60試合の短縮シーズン
- 各年度の太字はリーグ最高

### 年度別守備成績
捕手守備
| 年 度 | 球 団 | 捕手（C） | 捕手（C） | 捕手（C） | 捕手（C） | 捕手（C） | 捕手（C） | 捕手（C） | 捕手（C） | 捕手（C） | 捕手（C） | 捕手（C） |
| 年 度 | 球 団 | 試 合     | 刺 殺     | 補 殺     | 失 策     | 併 殺     | 守 備 率  | 捕 逸     | 企 図 数  | 許 盗 塁  | 盗 塁 刺  | 阻 止 率  |
| ----- | ----- | --------- | --------- | --------- | --------- | --------- | --------- | --------- | --------- | --------- | --------- | --------- |
| 2009  | BAL   | 86        | 489       | 35        | 5         | 12        | .991      | 3         | 86        | 65        | 21        | .244      |
| 2010  | BAL   | 126       | 775       | 51        | 5         | 10        | .994      | 2         | 77        | 53        | 24        | .312      |
| 2011  | BAL   | 132       | 855       | 70        | 5         | 14        | .995      | 1         | 92        | 58        | 34        | .370      |
| 2012  | BAL   | 134       | 994       | 52        | 10        | 7         | .991      | 5         | 83        | 51        | 32        | .386      |
| 2013  | BAL   | 140       | 1021      | 58        | 3         | 6         | .997      | 5         | 68        | 44        | 24        | .353      |
| 2014  | BAL   | 22        | 169       | 5         | 1         | 0         | .994      | 0         | 12        | 11        | 1         | .083      |
| 2015  | BAL   | 55        | 423       | 23        | 5         | 3         | .989      | 2         | 26        | 18        | 8         | .308      |
| 2016  | BAL   | 117       | 871       | 50        | 11        | 6         | .988      | 1         | 66        | 43        | 23        | .348      |
| 2017  | WSH   | 118       | 1023      | 43        | 8         | 5         | .993      | 5         | 76        | 57        | 19        | .250      |
| 2018  | WSH   | 73        | 579       | 24        | 3         | 5         | .995      | 2         | 46        | 29        | 17        | .370      |
| 2019  | STL   | 54        | 379       | 15        | 2         | 5         | .995      | 2         | 19        | 11        | 8         | .421      |
| 2020  | STL   | 18        | 119       | 2         | 0         | 0         | 1.000     | 2         | 1         | 1         | 0         | .000      |
| MLB   | MLB   | 1075      | 7697      | 428       | 58        | 73        | .993      | 30        | 652       | 441       | 211       | .324      |

一塁守備
| 年 度 | 球 団 | 一塁（1B） | 一塁（1B） | 一塁（1B） | 一塁（1B） | 一塁（1B） | 一塁（1B） |
| 年 度 | 球 団 | 試 合      | 刺 殺      | 補 殺      | 失 策      | 併 殺      | 守 備 率   |
| ----- | ----- | ---------- | ---------- | ---------- | ---------- | ---------- | ---------- |
| 2011  | BAL   | 1          | 4          | 0          | 0          | 2          | 1.000      |
| 2015  | BAL   | 3          | 22         | 1          | 0          | 2          | 1.000      |
| MLB   | MLB   | 4          | 26         | 1          | 0          | 4          | 1.000      |

- 2020年度シーズン終了時
- 各年度の太字はリーグ最高
- 各年度の太字年はゴールドグラブ賞受賞

### 表彰
MiLB
- ベースボール・アメリカ・マイナーリーグ年間最優秀選手賞：1回（2008年）

MLB
- ゴールドグラブ賞：2回（2011年、2012年）
- フィールディング・バイブル・アワード：1回（2011年）

### 記録
- オールスターゲーム選出：4回（2011年、2012年、2014年、2016年）

### 背番号
- 15（2009年）
- 32（2010年 - 2020年）